# Deutsch-Englische Gesellschaft
Die Deutsch-Englische Gesellschaft (DEG) war eine deutsche Organisation zur deutsch-britischen Verständigung in der Zeit des Nationalsozialismus. Sie war die deutsche Schwesterorganisation der britischen Anglo-German Fellowship. Sie wurde am 2. Dezember 1935 von Joachim von Ribbentrop gegründet und im September 1939 aufgelöst. Die Löschung aus dem Vereinsregister erfolgte in den 1960er Jahren.:S. 115

## Organisation

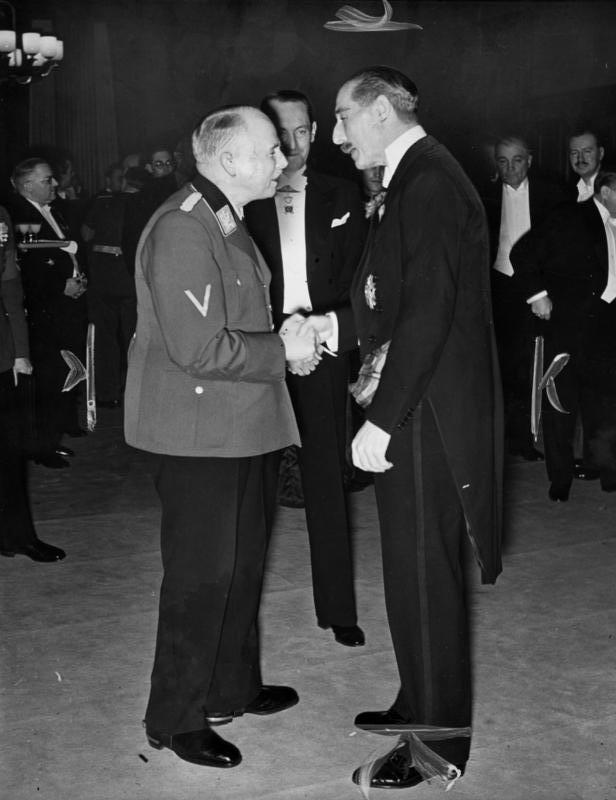
Jahresfest der Deutsch-Englischen Gesellschaft im Haus der Flieger am 15. Februar 1939, Carl Eduard Herzog von Sachsen-Coburg und Gotha begrüßt den britischen Botschafter Neville Henderson, in der Mitte der Vorsitzende der Deutsch-Englischen Gesellschaft Eugen Lehnkering

Wirklich aktiv wurde die Gesellschaft erst Mitte 1937, als sich eine enge Zusammenarbeit mit der Anglo-German Fellowship entwickelte. Den Höhepunkt ihre Aktivitäten entfaltete die DEG 1938.
Die DEG setzte sich fast ausschließlich nur aus führenden Partei- und Regierungsmitgliedern und Vorstandsmitgliedern der Wirtschaft zusammen. Die Mitglieder der Wirtschaft kamen vor allem aus den Firmen I.G. Farben, AEG, Siemens, Metallgesellschaft, ESSO, Wintershall, C. Lorenz und des Kalisyndikats.
Der Mitgliedsbeitrag betrug 20 Reichsmark. Die Finanzierung erfolgte durch Spenden aus der Wirtschaft, so etwa Mittel aus Adolf-Hitler-Spende der deutschen Wirtschaft, wie auch die Dienststelle Ribbentrop. Außerdem erhielt die Gesellschaft auch staatliche Zuschüsse. Im ersten Jahr hatte der Haushalt eine Höhe von 90.650 RM. Im folgenden Jahr stieg er auf knapp 100.000 RM.:S. 114
Der Hauptsitz war in Berlin in der Bendlerstraße 30. Es gab 11 Zweigstellen in Hamburg, Bremen, Essen, Köln, Wiesbaden, Frankfurt am Main, Heidelberg, Stuttgart, München, Wien, Dresden.
Der Geschäftsführer Gert Schlottmann beschrieb 1938 die Aufgaben der Vereins wie folgt: „Die Pflege der freundschaftlichen Beziehungen zwischen führenden Persönlichkeiten des politischen, wirtschaftlichen und kulturellen Lebens in Deutschland und England, insbesondere durch Zusammenarbeit mit der Anglo-German-Fellowship und Anknüpfung ihrer Mitglieder“.:S. 113 Haupttätigkeit waren politische Vorträge und kulturelle Veranstaltungen. Als Mitteilungsblatt erschienen seit 1938  die „Deutsch-Englischen Hefte“ sechsmal jährlich. Der Deutsch-Englische Kreis (DEK) war die Jugendorganisation der DEG, die deutsch-englische Jugendlager organisierte.

## Mitglieder
Vom April 1937 bis zum April 1938 stieg die Mitgliederzahl von 176 auf 560. Im Frühjahr 1939 waren es 700 und es wurde eine Aufnahmesperre verhängt. Mitglieder waren u. a.:
- Carl Eduard Herzog von Sachsen-Coburg und Gotha (Ehrenvorsitzender und Präsident)
- Eugen Lehnkering (Vorsitzender des Vorstandes, Reeder, Vizepräsident der Niederrheinischen Industrie- und Handelskammer, außenpolitischer Berater Ribbentrops)
- Karl Haushofer (Vorstandsmitglied)
- Edmund von Sellner (Präsident des Reichsverbandes für den deutschen Groß- und Überseehandel)
- Walter Hewel (vorübergehend Schatzmeister)
- Walther Funk (Vorstandsmitglied)
- Hans Friedrich Blunck (Vorstandsmitglied)
- Joseph Goebbels (Ehrenmitglied)
- Franz Seldte (Ehrenmitglied)
- Nevile Henderson (Ehrenmitglied, britischer Botschafter in Deutschland)
- Kurt Elfe (AEG)
- Albert Freiherr Dufour von Féronce (Lorenz AG und Dresdner Bank)
- Georg von Schnitzler (I.G. Farben)
- Max Ilgner (I.G. Farben)
- Kurt Freiherr von Schröder
- Fritz Rechberg
- Emil Helfferich (Hapag und Esso)
- Karl Lindemann (Norddeutscher Lloyd und Dresdner Bank)